# Betracis dentata
Betracis dentata är en insektsart som först beskrevs av Schmidt 1904.  Betracis dentata ingår i släktet Betracis och familjen Flatidae. Inga underarter finns listade i Catalogue of Life.